# Jan Jeuring
Jan Jeuring (ur. 27 listopada 1947 w Enschede) – holenderski piłkarz występujący na pozycji napastnika. 

## Kariera klubowa
Jeuring przez całą karierę występował w FC Twente. Rozpoczął ją w 1966 roku. W sezonie 1972/1973 został królem strzelców Pucharu UEFA, a w sezonie 1974/1975 dotarł z klubem do jego finału. Wraz z Twente wywalczył też wicemistrzostwo Holandii (1974) oraz Puchar Holandii (1977). W 1977 roku zakończył karierę.

## Kariera reprezentacyjna
W reprezentacji Holandii Jeuring zadebiutował 10 października 1971 w wygranym 3:2 meczu eliminacji Mistrzostw Europy 1972 z NRD. W latach 1971–1973 w drużynie narodowej rozegrał dwa spotkania.